# Ruslands premierminister
Ruslands premierminister, officielt betegnet som "Formand for Den Russiske Føderations regering", er leder af den russiske regering og den næsthøjeste politiske figur i Rusland efter præsidenten. Premierministerens officielle residens er Gorki-9 i Odintsóvskij distriktet, Moskva Oblast, mens hans arbejdsplads er Det Hvide Hus i Moskva. I henhold til artikel 24 i Ruslands føderale forfatning er premierministeren "leder af Den Russiske Føderations regering".
På grund af Ruslands præsidents centrale rolle i det politiske system påvirkes regeringens aktiviteter (inklusive premierministeren) markant af statsoverhovedet. For eksempel er det præsidenten, der udnævner og afskediger premierministeren og andre medlemmer af regeringen. Præsidenten kan lede formandskabet i kabinettet og give obligatoriske ordrer til premierministeren og andre medlemmer af regeringen. Præsidenten kan også tilbagekalde enhver handling fra regeringen.
Brugen af udtrykket "premierminister" er strengt uformel og bruges aldrig af den russiske forfatning, føderale love og andre love.